# EuroIntervention
EuroIntervention – naukowe czasopismo kardiologiczne specjalizujące się w publikowaniu prac dotyczących przezskórnych i chirurgicznych interwencji sercowo–naczyniowych; wydawane od 2005 we Francji. Oficjalny organ EuroPCR oraz European Association of Percutaneous Cardiovascular Interventions (EAPCI), które jest częścią Europejskiego Towarzystwa Kardiologicznego (ang. European Society of Cardiology, ESC). W ciągu roku ukazuje się 18 wydań, zarówno w formie drukowanej jak i elektronicznej.
„EuroIntervention” należy do rodziny 13 czasopism Europejskiego Towarzystwa Kardiologicznego poświęconych badaniom nad układem sercowo–naczyniowym. Kwestie techniczno–wydawnicze czasopisma leżą w gestii francuskiego wydawnictwa Société Europa édition (Europa Digital & Publishing) z Tuluzy. Wśród subskrybentów przeważają kardiolodzy interwencyjni (inwazyjni). Redaktorem naczelnym (ang. editor-in-chief) czasopisma jest Patrick W. Serruys.
Pismo ma współczynnik wpływu impact factor (IF) wynoszący 4,417 (2017) oraz wskaźnik Hirscha równy 64 (2017). W międzynarodowym rankingu SCImago Journal Rank (SJR) mierzącym wpływ, znaczenie i prestiż poszczególnych czasopism naukowych „EuroIntervention” zostało w 2017 sklasyfikowane na 40. miejscu wśród czasopism z dziedziny kardiologii i medycyny sercowo–naczyniowej. W polskich wykazach czasopism punktowanych przez Ministerstwo Nauki i Szkolnictwa Wyższego publikacja w tym czasopiśmie otrzymywała w latach 2013–2016 po 30 punktów (w 2014 – 35 punktów).
Artykuły publikowane w tym czasopiśmie są indeksowane w Science Citation Index (ISI), SciVerse Scopus oraz w bazie PubMed.